# Platylabus flavidoclarus
Platylabus flavidoclarus är en stekelart som beskrevs av Heinrich 1977. Platylabus flavidoclarus ingår i släktet Platylabus och familjen brokparasitsteklar. Inga underarter finns listade i Catalogue of Life.